# Putāruru
Putāruru – miasto w Nowej Zelandii. Położone w północnej części Wyspy Północnej, w regionie Waikato, 3691 mieszkańców. (dane szacunkowe – styczeń 2010).